# Parc Nacional de Lopé
Parc Nacional de Lopé és un parc nacional situat al Gabon central. Encara que el terreny és principalment selva tropical, al nord, el parc conté les últimes restes d'herba de sabana creats a l'Àfrica central durant l'última Època glacial, fa 15.000 anys.
Va ser la primera àrea protegida al Gabon quan es va crear la Reserva de vida salvatge de Lopé-okanda que va ser creat el 1946. El 2007, es va afegir el paisatge Lopé-okanda a la llista del Patrimoni de la Humanitat de la UNESCO el 2007.